# Бронислав Коморовски
Бронѝслав Ма̀рия Коморо̀вски (на полски: Bronisław Maria Komorowski) е полски политик и историк, президент на Република Полша в периода 2010 – 2015 г.

## Младост
Роден на 4 юни 1952 г. в Оборники Шльонске, близо до Вроцлав. Завършва 24 лицей „Циприан Камил Норвид“ във Варшава. Абсолвент на Историческия факултет на Варшавския университет.
Още като ученик развива опозиционна дейност спрямо комунистическата власт в ПНР. Участва в протестите, свързани с мартенските събития от 1968 г., сътрудничи на Комитета за защита на работниците и Движението за защита на правата на човека и гражданина. Участва в подготовката, отпечатването и разпространението на нелегални периодични издания. В периода 1980 – 1981 г. работи в Центъра за социални изследвания към Независимия профсъюз „Солидарност“, Регион Мазовше. От септември 1982 г. е редактор на независимото нелегално издание „АВС“ (Адриатика – Балтика – Черно море).

## Политическа кариера
В периода 1991 – 2010 е депутат в полския Сейм. Работи в Комисията по проблемите на поляците в чужбина, Комисията за национална сигурност и Комисията по външните работи. От 1997 до 2000 г. е председател на Комисията за национална сигурност, а през ноември 2007 г. е избран за маршал на Сейма.
В периода 1990 – 1993 г. е заместник-министър, а в периода 2000 – 2001 г. – министър на отбраната.
Членувал е в партията Уния на свободата, където изпълнява функциите на генерален секретар, а след това – в Консервативно-народната партия. От 2001 г. е член на Гражданска платформа. От 2006 г. е заместник-председател на партията.
След смъртта на президента Лех Качински в самолетната катастрофа край Смоленск в периода от 10 април до 5 юли 2010 г. изпълнява длъжността Президент на Полша. Избран е на поста на 6 август 2010 г. от партията „Гражданска платформа“.